# Marty (Dél-Dakota)
Marty statisztikai település az USA Dél-Dakota államában, Charles Mix megyében. Lakosainak száma 677 fő (2020. április 1.).

## Népesség
A település népességének változása:

| 2010 | 402 |
| 2020 | 677 |